# آبدان رز علیا
آبدان رز علیا یک روستا در ایران است که در دهستان چهارگنبد شهرستان سیرجان واقع شده‌است.
آب تلخو یک منطقه شامل چند روستا در شهرستان سبرجان است که در کوهستان چهارگنبد بخش بلورواقع شده‌است.